# Paregesta
Paregesta là một chi bướm đêm thuộc họ Crambidae.